# Pama (Austria)
Pama es un municipio austríaco localizado en el distrito de Neusiedl am See, en el estado de Burgenland. El topónimo croata es Bijelo Selo («Villa Blanca») y aparece en los carteles de la ciudad junto con el nombre alemán. El municipio se llama Lajtakörtvélyes en húngaro. Tiene una población de 1208 habitantes (2020).